# Tex G. Hall
Tex G. Hall (Ihbudah Hishi “Fletxa vermella”), (nascut el 18 de setembre de 1956) és un amerindi que ha estat cap o president de les Tres Tribus Afiliades des de 1998 a 2006. Va perdre les eleccions de 2006 davant Marcus Levings, però a les eleccions tribals de 2010 derrotà Levings i fou nomenat cap novament. Es va postular per al càrrec de President del National Congress of American Indians en 2001 i va guanyar la seva campanya a la convenció anual a Spokane (Washington) al cap Brian Wallance de la Tribu Washoe de Nevada. Tex fou reelegit en 2003 a la convenció anual a Albuquerque (Nou Mèxic) sobre Ernie Stensgar, cap de la tribu Coeur d'alêne d'Idaho.
Tex Hall es va criar amb la seva família a un ranxo a Mandaree, Dakota del Nord on encara es dedica a la ramaderia. També ha estat president de la Inter Tribal Economic Alliance.
Hall es graduà en Educació de la Universitat de Mary a Dakota del Nord. El 1995 va ser nomenat Educador de l'Any de Dakota del Nord. Hall ha estat inclòs en l'Amateur Basketball Hall of Fame, al National Indian Athletic Association Hall of Fame, i al Minot State University Bottineau Athletic Hall of Fame.
A partir del 2012, Hall és actiu en l'auge del petroli en la seva reserva. Des de 2010 és "President of the Fort Berthold Allottee Land & Mineral Owners' Association, propietària de Maheshu Energy, LLC, Red Tipped Arrow, LLC, Red Arrow Homes & Development, LLC i Tex Hall Ranch." En març de 2012 va testificar al Congrés en oposició a les regulacions proposades sobre la fracturació hidràulica.
Com a cap tribal ha viatjat sovint a Denver, CO, a trobar-se amb funcionaris de l'EPA per l'aprovació d'una refineria de petroli extret de la formació de Bakken. Els plans per a la construcció de la refineria a la reserva índia de Fort Berthold foren aprovades pel Departament de l'Interior l'octubre de 2012.
Hall també ha tingut un interès permanent en qüestions energètiques. Una entrevista de 2004 a Hall a les pàgines del Departament d'Energia dels EUA "Wind Powering America" ofereixen una extensa descripció dels recursos d'energia eòlica a terres tribals.